# Iférouane (département)
Iférouane est un département de la région d'Agadez au Niger, il a pour chef-lieu la localité d'Iférouane.

## Géographie
Le département s'étend à l'est de la région d'Agadez, sur une superficie de 139 600 km2. Il est frontalier des wilayas algériennes de Tamanrasset et Djanet au nord.
| Tamanrasset ( Algérie) | Djanet ( Algérie) |       |
| Arlit                  | Iférouane         | Bilma |
|                        | Tchirozérine      |       |

## Histoire
Le poste administratif d'Iférouane instauré en 1964, est séparé en 2011 du département d'Arlit et élevé au statut départemental.

## Population
Selon le recensement général de la population et de l'habitat de 2012, le département compte 32 731 habitants. De 2001 à 2012, la population a augmenté en moyenne de 6,2 % par an (pour un accroissement national moyen de : 3,9 %). 

## Administration
Le département couvre deux communes rurales : 
- Iférouane
- Timia